# STS-95
STS-95, voluit Space Transportation System-95, was een Spaceshuttlemissie van de NASA waarbij de Space Shuttle Discovery gebruikt werd. De Discovery werd gelanceerd op 29 oktober 1998. Het was de tweede ruimtevlucht voor John Glenn die hiermee de oudste ruimtevaarder werd en Pedro Duque werd de eerste Spanjaard in de ruimte.

## Bemanning
- Curtis L. Brown (5), Bevelhebber -  Verenigde Staten
- Steven W. Lindsey (2), Piloot -  Verenigde Staten
- Scott E. Parazynski (3), Missiespecialist -  Verenigde Staten
- Stephen K. Robinson (2), Payload-commandant -  Verenigde Staten
- Pedro Duque (1), (ESA) Missiespecialist -  Spanje
- Chiaki Mukai (2), (NASDA) Payload-specialist -  Japan
- John Glenn (2), Payload-specialist -  Verenigde Staten

tussen haakjes het aantal vluchten van elke astronaut, vlucht STS-95 inbegrepen

## Missieparameters
- Massa
  - shuttle bij landing: 103.322 kg
  - vracht: 11.130 kg
- Perigeum: 550 km
- Apogeum: 561 km
- Glooiingshoek: 28,45°
- Omlooptijd: 96 min

## Wakeup-calls
Sinds de dagen van de Gemini-ruimtevluchten is het een traditie dat de bemanning bij het begin van elke dag in de ruimte wordt gewekt met een speciale melodie. Die wordt speciaal gekozen, vaak door hun familie, en heeft gewoonlijk een bijzondere betekenis voor een individueel lid van de bemanning, of is van toepassing op hun dagelijkse activiteiten.
- Dag 2: "What a Wonderful World" van Louis Armstrong gespeeld voor missiespecialist Scott Parazynski.
- Dag 3: "Cachito" van Nat King Cole gespeeld voor missiespecialist Pedro Duque.
- Dag 4: "This Pretty Planet" van Tom Chapin en /of "Halelujahs" van Chris Rice gespeeld voor piloot Steven Lindsey.
- Dag 5: "Moon River" van Andy Williams gespeeld voor payload-specialist John Glenn
- Dag 6: "The House is Rockin'" van Stevie Ray Vaughan gespeeld voor Mission Specialist Steve Robinson.
- Dag 7: "Wakaki Chi" (Young Spirit) (Keio University "cheering song") gespeeld voor Payload Specialist Chiaki Mukai.
- Dag 8: "I Know You're Out There Somewhere" van The Moody Blues gespeeld voor Commander Curtis Brown.
- Dag 9: "Voyage Into Space" van Peter Nero gespeeld voor payloadspecialist John Glenn
- Dag 10: "La Cucaracha" gespeeld voor missiespecialist Pedro Duque.